# 峨眉椴
峨眉椴（学名：Tilia omeiensis）为锦葵科椴树属的植物，为中国的特有植物。分布在中国大陆的湖南、四川、贵州等地，生长于海拔1,000米至1,800米的地区，常生长在常绿林里，目前已由人工引种栽培。